# Чернышов, Андрей Алексеевич
Андре́й Алексе́евич Чернышо́в (род. 7 января 1968, Москва) — советский и российский футболист, защитник. Игрок сборных СССР, СНГ и России по футболу. Мастер спорта СССР международного класса (1990). Тренер.

## Биография

### Карьера игрока
Воспитанник московских СДЮСШОР «Смена» (первый тренер — Бобков Владимир Сергеевич) и СДЮШОР «Динамо» Москва.
Победитель молодёжного чемпионата Европы 1990 года в составе команды СССР.
За сборную СССР/СНГ/России сыграл 29 матчей. Участник чемпионата Европы 1992 года.
В 1986—1991 годах играл за «Динамо-2» (Москва) и «Динамо» (Москва). В высшей лиге СССР дебютировал в 1989 году. В 1992 году перешёл в московский «Спартак». В июле 1993 года, когда перестал проходить в основной состав «Спартака», принял приглашение Валерия Газзаева и вернулся обратно в «Динамо».
В 1994 году уехал выступать в Европу. Сначала отыграл полтора сезона за «Штурм» (Грац), затем ему предложили выгодный контракт в греческий ПАОКе, куда он в итоге перешёл в статусе свободного агента. Однако австрийцы с помощью адвокатов доказали, что у Чернышова иной статус и ПАОК должен заплатить за игрока. Из-за этих разногласий, а также из-за частой смены руководства в клубе, Чернышов пробыл в команде всего сезон.
Завершив игровую карьеру, в марте 2002 стал главным тренером юношеской сборной России (U-19).

### Карьера тренера
В 1997 году окончил РГУФК. В 2002 году окончил Высшую школу тренеров при РГУФК.
В марте 2002 года был назначен главным тренером юношеской сборной России U-16 и трижды с ней победил в международных турнирах.
В августе 2002 года был назначен главным тренером молодёжной сборной России (U-21). Дебютом стала домашняя товарищеская игра 21 августа против сверстников из Швеции, в которой россияне победили 3:1.
С марта 2003 года — спортивный директор московского «Спартака». В июне 2003 года, после ухода Олега Романцева, назначен главным тренером «Спартака», продолжив тренировать молодёжную сборную. Принял команду в 14-м туре на 14-м месте. Покинул клуб в сентябре того же года, проработав главным тренером менее трёх месяцев (под его руководством команда провела 10 матчей: 5 выиграла и 5 проиграла), сконцентрировавшись на работе с молодёжной сборной, при этом, вместе с Чернышовым команду покинул и весь его штаб, включая врачей и административных работников. Чемпионат «Спартак» завершал под руководством Владимира Федотова и занял 10-е место.
21 ноября 2005 года РФС и Чернышов пришли к согласию о прекращении трудового договора, который был заключен 1 апреля 2004 года и был рассчитан до 31 июля 2006 года. В отборочном турнире к молодёжному чемпионату Европы 2004 года команда Чернышова, стартовав с 4-х побед, в итоге не вышла в финальный этап Евро, заняв 2-е место в группе и не попав в стыковые матчи. В следующем отборочном цикле — вновь 2-е место в группе, после чего последовало поражение в стыковых матчах от датчан (0:1, 1:3), при этом в ответной игре в составе усиленной игроками первой сборной команды пятеро россиян получили красные карточки и были удалены с поля. За время работы Чернышова с молодёжной сборной команда два раза попадала в топ-16[чего?]. 17 игроков потом играли за первую сборную на чемпионате Европы 2008 года, где заняли 3-е место. С июля 2002 по август 2003 года входил также в штаб национальной сборной России.
В 2006 году прошёл аттестацию и впервые получил лицензию UEFA Pro.
В январе 2006 года назначен главным тренером тбилисского «Динамо», сменив на этом посту Кахабера Цхададзе (после первого круга чемпионата Грузии «Динамо» занимало 4-е место) и подписав контракт на год и четыре месяца. Однако проработал лишь второй круг и был освобождён с должности: руководство не устроило 3-е место и вылет в 1/4 финала Кубка Грузии от «Зестафони», результатом чего стало получение лишь путёвки в Кубок Интертото, и контракт со специалистом был разорван.
В июне 2006 года перебрался в Белоруссию, подписав контракт с витебским «Локомотивом», который сменил тренера после стартовых неудач в чемпионате (6 очков в 5 играх). Первый официальный матч в роли главного тренера Чернышов провёл в Витебске, где его новые подопечные добились ничейного результата в матче с действовавшим чемпионом страны солигорским «Шахтёром» (0:0). Закончил чемпионат «Локомотив» на 6-м месте. В следующем сезоне после трёх поражений подряд на старте сменившей название на «Витебск» команды 28 апреля был уволен и покинул расположение клуба, отбыв в Россию, при этом формулировки причин увольнения («несоответствие занимаемой должности» и «недостаточная квалификация»), которые по словам Чернышова не позволили ему получить новую работу в России, послужили поводом к судебному разбирательству в отношении руководства клуба с требованием возмещения морального ущерба в размере 100 миллионов белорусских рублей и восстановления в должности с компенсацией средней зарплаты за время вынужденного простоя. Заявления в суд также были поданы и уволенными членами тренерского штаба «Витебска» Андреем Дмитриевым и Максимом Ольховиком. В итоге 15 июня 2007 года клуб согласился изменить формулировку причин увольнения в трудовых книжках тренеров на «уволен по собственному желанию» и выплатил зарплату бывшим работникам по 15 июня включительно, после чего претензии россиян были сняты.
В 2008 году вернулся в Россию и незадолго до старта турнира первого дивизиона возглавил брянское «Динамо». В начале июня, после домашнего поражения 28 мая от иркутской «Звезды» (1:3) был отправлен в отставку за низкие результаты — команда находилась в зоне вылета, на 18-м месте.
В июле 2009 года был близок к переходу в азербайджанский «Стандард», сообщалось, что был подписан контракт по схеме «1+1», однако по словам Чернышова имела место только устная договорённость и проработал он там только несколько дней, так и не подписав контракт.
В январе 2010 заключил соглашение до конца сезона с новичком казахстанской премьер-лиги клубом «Акжайык» Уральск и возглавлял команду два года. По итогам первого команда заняла предпоследнее 11-е место и вылетела из премьер-лиги, а затем, заняла 4-е место в первой лиге и вернулась в высший дивизион. В октябре 2011 года тренировал команду «Тайпак» Уральск на финальном турнире второй лиги, команда заняла 3-е место.
С июня 2012 по май 2013 работал в саудовском клубе «Аль-Шола» U-20. Обладатель Кубка Саудовской Аравии U-20. 3-е место в чемпионате Саудовской Аравии.
В июне 2013 года возглавил кувейтский клуб «Аль-Фахахель».
В июне 2014 занял пост спортивного директора московского «Торпедо».
В сентябре 2015 занял аналогичную должность в клубе Кувейта «Аль-Кадисия», но уже в конце октября этого же года вернулся к тренерской деятельности.
28 октябре 2015 года возглавил сербскую команду «Спартак» Суботица, занимавшую предпоследнее 15-е место с 11 очками, в итоге команда завершила чемпионат на 10-м месте. В сезоне 2015/16 играла в полуфинале Кубка Сербии, где уступила будущему обладателю Кубка белградскому «Партизану». В феврале 2017 Чернышов был признан лучшим футбольным тренером Суботицы в Сербии[уточнить]. По окончании сезона-2016/17, в чемпионате которого команда заняла 10-е место, продлевать контракт с клубом не стал.
В сентябре 2018 года стал спортивным директором кувейтского клуба «Аль-Тадамон».
В октябре 2018 года стал главным тренером команды греческой футбольной лиги «Спарта» из одноимённого города. Контракт был подписан по системе «1+1».
В 2020 году — генеральный менеджер «Динамо» Нови-Сад (Сербия).
В январе 2021 года стал главным тренером литовской команды первой лиги (второго по уровню дивизиона) «Вильнюс Витис», из-за долгов клуб не был допущен к соревнованию, после чего в марте Чернышов возглавил аутсайдера высшей северомакедонской лиги «Беласицу» Струмица.
В мае 2021 года возглавил индийский «Мохаммедан» из Калькутты. В ноябре привёл команду к победе в Калькуттской футбольной лиге (чемпионат штата Западная Бенгалия) впервые за 40 лет. В декабре 2022 года уступил свой пост испанцу Кибу Викунье. С января 2023 года — главный тренер сербской команды «Раднички» (Новый Белград) — участницы второго по уровню дивизиона — Первой лиги Сербии.

## Достижения
Как игрок
- Чемпион Европы среди молодёжных команд: 1990
- Бронзовый призёр Чемпионата СССР по футболу: 1990
- Обладатель Кубка СССР—СНГ 1991/1992
- Чемпион России: 1992, 1993
- Серебряный призёр чемпионата России: 1994
- Трижды признан лучшим игроком на своей позиции по мнению Федерации футбола России[источник не указан 1530 дней]
- Дважды серебряный призёр чемпионата Австрии и обладатель Кубка Австрии
- Лучший иностранный защитник чемпионата Австрии по итогам сезона 1994/95[источник не указан 1530 дней]

Как тренер
- «Динамо» Тбилиси — бронзовый призёр в чемпионате Грузии (2006)
- Обладатель кубка Саудовской Аравии «Аль-Шола» (мол.) (2012—2013)
- Чемпион Лиги Калькутты (2021)
- Победитель Ай-лиги Индии (2023/24)[3]

Личные
- В списке 33 лучших футболистов сезона в СССР (1): № 1 — 1991.
- Лучший тренер чемпионата Белоруссии 2006 года[источник не указан 1530 дней]
- Лучший тренер по футболу в Сербии 2016/17 по мнению журналистов и болельщиков[источник не указан 1530 дней]
- Лучший тренер лиги в Греции 2018/19 по мнению болельщиков[источник не указан 1530 дней]
- Лучший тренер тура чемпионата Македонии 2020/21[52][60]

## Галерея

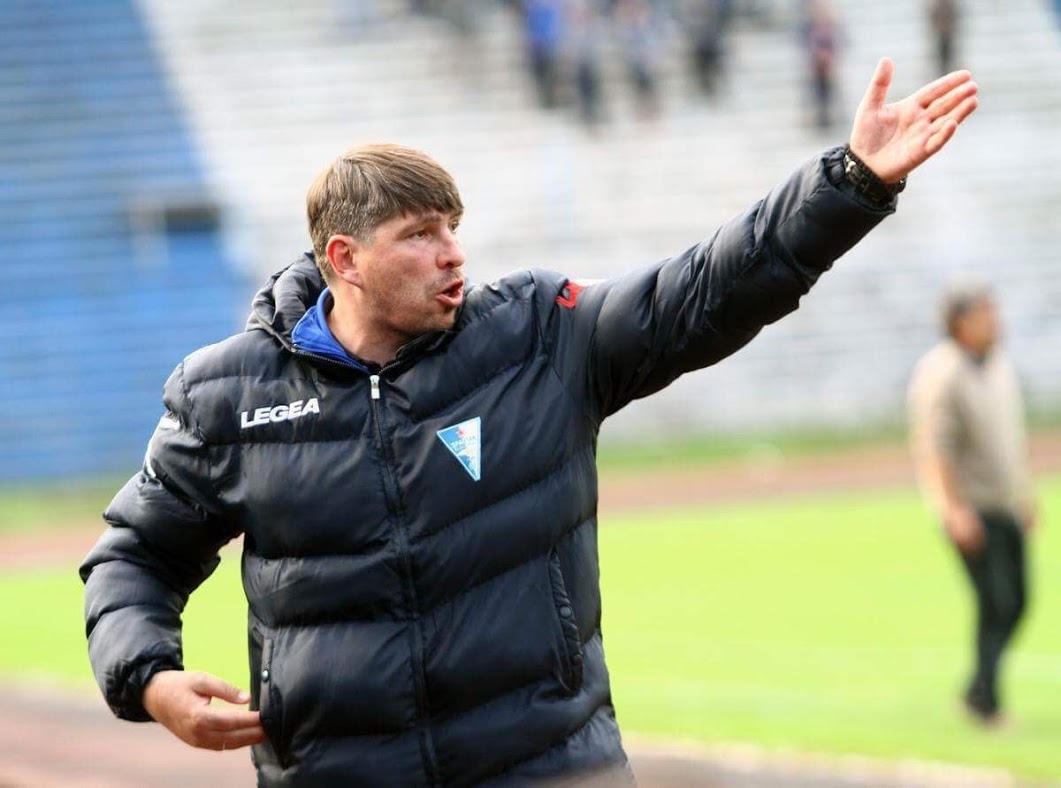
Во время матча 2016 г.
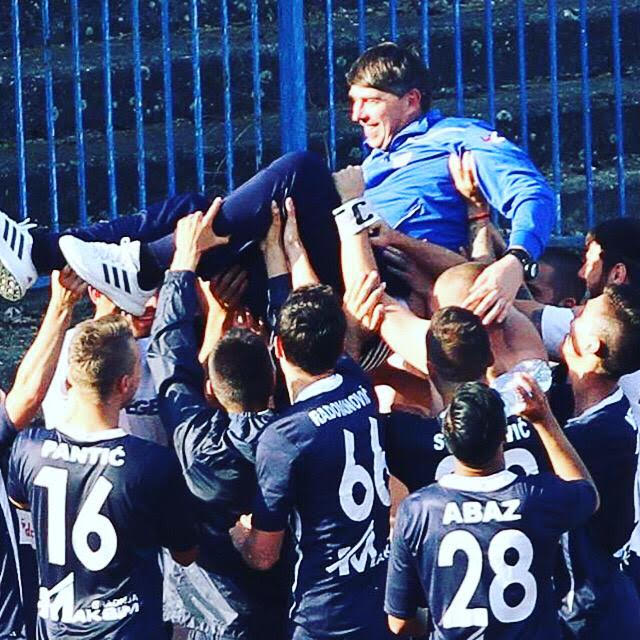
С командой «Спартак» Суботица, последний матч сезона
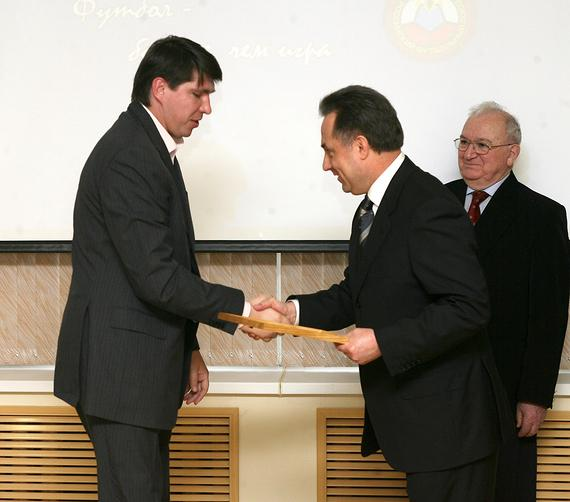
Виталий Мутко и Андрей Чернышов, вручение лицензии PRO